# Невозможный трезубец

Этот бливет изображает две противоположных перспективы сразу: сверху два бруска с прямоугольным поперечным сечением, снизу три цилиндрических стержня

С фоном для усиления иллюзии

Бливет, также известный как пойут или дьявольские вилы, является необъяснимой фигурой, оптической иллюзией и невозможной фигурой. Кажется, что три цилиндрических стержня превращаются в два бруска.

## Альтернативные названия
- Невозможный трезубец
- Дьявольские вилы
- Дьявольский камертон
- Марк III бливет
- Трехногий бливет
- Триединая пойут